# کنینیتسه
کنینیتسه (به چکی: Knínice) یک منطقهٔ مسکونی در جمهوری چک است که در ناحیه ییهلاوا واقع شده‌است. کنینیتسه ۱۰٫۶۷ کیلومتر مربع مساحت و ۱۸۶ نفر جمعیت دارد و ۵۴۱ متر بالاتر از سطح دریا واقع شده‌است.